# Family Practice (ER)
Family Practice is de veertiende aflevering van het vierde seizoen van de televisieserie ER, die voor het eerst werd uitgezonden op 5 februari 1998.

## Verhaal
Dr. Greene gaat naar zijn ouders in San Diego omdat zijn moeder in het ziekenhuis ligt. Cynthia besluit hem te volgen om zo hun relatie proberen te redden. Dr. Greene besluit dat hun relatie geen toekomst heeft en maakt een eind aan de relatie. Door al de stress die de vader moet verduren zorgt ervoor dat hij last krijgt met zijn gezondheid en moet ook opgenomen worden in het ziekenhuis. Tijdens de behandeling op de SEH komen er meer gewonden van een helikopterongeluk binnen, dr. Greene besluit om de dokters daar te helpen. Dr. Greene beseft dat de relatie tussen hem en zijn vader beter wordt door deze gebeurtenissen.

## Rolverdeling

### Hoofdrol
- Anthony Edwards - Dr. Mark Greene
- Bonnie Bartlett - Ruth Greene
- John Cullum - David Greene

### Gastrol
- Holmes Osborne - Dr. Sayers
- Jessica Tuck - Dr. Hemmings
- Tuck Milligan - dokter SEH
- Ivy Borg - verpleegster SEH
- Mariska Hargitay - Cynthia Hooper
- Greg Serano - helikopterpiloot
- Robert Symonds - admiraal Jay Jackson

en vele andere